# 最上九
最上 九（もがみ きゅう、1992年5月31日 - ）は、日本の男性プロレスラー。2AW所属。山形県最上郡戸沢村出身。血液型A型。日本大学卒業。

## 来歴
2015年
- 6月21日、練習生ヤマガタ（仮）の名前で特別興行のBozz祭りでBozz連合に加入。前もって柏大五郎が練習生に「その気がある奴は頭丸めて気持ちを見せろ」とマイクし、ヤマガタ（仮）は加入する為に頭を丸めた。
- 9月6日、TKPガーデンシティ千葉で同期のGO浅川戦にてデビュー。試合は浅川のノーザンライトスープレックスホールドで敗れる。
- 9月13日のCLUB-K 3000で再び浅川とシングル。浅川にフィッシャーマンズスープレックスホールドを決めて自力初勝利。

2016年
- 1月3日、お年玉争奪バトルロイヤルで雄馬からギブアップを奪い、最初にギブアップを取った選手に与えられる第3挑戦権を獲得、ヒロ・トウナイの持つUWA世界ミドル級王座への挑戦を表明。
- 2月25日、CLUB-K SUPER in 後楽園ホールにて初のタイトル挑戦、ヒロ・トウナイの持つUWA世界ミドル級王座への挑戦するも、腕固めで敗れる。
- 5月5日、K-METAL LEAGUE2016決勝戦で吉田綾斗と対戦するも、ハイキックからのバックドロップを決められ敗れる。
- 6月3日、新宿FACE大会にてK-METAL LEAGUE2016決勝で争った吉田綾斗とタッグを組み、滝澤大志＆吉野コータロー組が持つSTRONGEST-K TAG王座へ挑戦するも吉田が高飛車で敗れる。
- 7月26日、『ミスター雁之助プロデュース興行』鬼神道リターンズ20新木場大会にて宮本裕向とのシングルマッチを行う。
- 11月6日、後楽園ホール大会にて吉田綾斗と組み、再度滝澤大志＆吉野コータロー組が持つSTRONGEST-K TAG王座へ挑戦し、吉田のハイキックからのバックドロップで勝利しリベンジに成功。デビューわずか1年で第32代STRONGEST-K TAG王者となる。
- 12月11日、CLUB-K TOUR in NAGOYAにてヤス久保田＆ヒデ久保田の久保田ブラザーズを相手に、見事初防衛を果たした。

2017年
- 1月29日、BO–SOゴールデンタッグリーグ2017に吉田綾斗と共にエントリーし、真霜拳號から吉田が直接フォール勝ちを収め優勝。試合後にタンク永井＆佐藤悠己組が持つSTRONGEST–K TAGベルトに挑戦を表明した。
- 2月26日、TKPガーデンシティ千葉大会にてSTRONGEST–TAGに挑戦するも、タンク永井のダイビングセントーンに最上がフォールを奪われ奪取失敗。
- 4月23日、KAIENTAI DOJO15周年記念大会で木高イサミ&KAZMA SAKAMOTO&関根龍一&山縣優のOB&OG組と、最上九&GO浅川&4代目マリーンズマスク&ERINAの若手チームで対戦した。メインで真霜拳號のベルトに挑戦し玉砕した吉田が試合後にマイクを握り、さらに個々で強くなっていく為にNEX4の発展的解散を宣言した。
- ダイノストーンズに目をつけられ、ターザン最上として加入するよう執拗に勧誘される。
- 8月19日、東京ビッグショー新木場1stRing大会にてターザンキャラで十嶋くにおと対戦。急所打ちからの丸め込みで勝利した最上に大喜びのダイノストーンズだったが、タンク永井が現れ以前から通じていた事を明かし、凶月に加入した。
- 8月28日、TAKA&タイチ興行で全日本プロレスの青柳優馬と対戦。ロックスターバスターで敗北。
- 9月23日、KAIENTAI DOJO15周年記念横浜ラジアントホール大会でプロレスリングFREEDOMSの佐々木貴とハードコアで対戦。椅子盛りへのD–ガイストで敗北。

2018年
- 3月4日、Pro–Wrestling ACEに参戦。大学時代から親交のあった大谷譲二とタッグを組み、頓所隼&下村大樹と対戦。ノーザンライト・スープレックスホールドで譲二が勝利。
- 4月22日、KAIENTAI DOJO16周年記念後楽園大会にて本田アユムと組み柏大五郎&花見達也組と対戦。この試合がデビュー戦となる花見から羽根折り固めで勝利。その後、旭志織から防衛したUWA世界ミドル級王者の政宗に挑戦を表明した。
- 5月5日、GWSP7千葉Blue  Field大会にて葛西純とハードコアマッチで対戦。大流血の末、パールハーバースプラッシュで敗北。
- 5月24日、大日本プロレス上野恩寵公園大会にて高橋匡哉&植木嵩行&佐久田俊行と有刺鉄線ボードデスマッチで初デスマッチ。パートナーはアブドーラ・小林&沼澤邪鬼。
- 5月27日、GRAND  SLAM in新木場大会にてUWA世界ミドル級王者の政宗に挑戦。ハードコアルールが適用されたが、最後は椅子を使った骨喰でギブアップ負けを喫した。その後、真霜拳號&十嶋くにお&佐藤悠己vsタンク永井&本田アユム&木高イサミの凶月vs凶月では当初タンク側のセコンドに付いていたが、試合の途中でタンクやイサミに椅子で思いっきり叩きつけ本田と共に真霜側へ寝返った。
- 7月20日、よしもとクリエイティブ・エージェンシー製作の舞台「ドロップキック！」に佐藤悠己と共にゲスト出演。
- 7月29日、GRAND SLAM in TKPガーデンシティ千葉大会にてハッピー大サーカス・遊馬&吉野コータロー&ダイナソー拓真組から千葉6人タッグベルトを奪取（パートナーは佐藤悠己＆本田アユム）。タイトルを勝手に「アンハッピー大6人ベルト」と呼称。
- 8月5日、チーバトル9にて前王者とリマッチ。本田アユムのミサイルキックで初防衛成功。
- 大日本プロレス主催の大日本最侠タッグリーグ戦にて、高橋匡哉のパートナーとしてデスマッチブロックにエントリー。8月12日大日本後楽園大会の公式戦初戦にて、ヤンキー二丁拳銃（木高イサミ&宮本裕向）を相手にデスマッチ初勝利。
- 9月1日、KAIENTAI DOJO名古屋大会にて滝澤大志＆梶トマト&大和ヒロシを相手に2度目の防衛に成功。
- 9月30日、KAIENTAI DOJO山形・戸沢村大会にて地元凱旋を果たす。千葉6人タッグのタイトルマッチにTAKAみちのく&タンク永井&吉田綾斗を相手に3度目の防衛を果たした（パートナーは佐藤悠己＆本田アユム）
- 11月18日、GRAND  SLAM in 新木場大会にて旭志織&TAKAみちのく&政宗と対戦（パートナーは真霜拳號&本田アユム）。急所攻撃からの横入り式エビ固めでTAKAからフォール勝ちを奪い、旭の持つタッグベルトへ挑戦表明した。
- 12月24日 K–SPECIAL～年内最終興行～にて吉野コータロー&ダイナソー拓真&超人勇者Gヴァリオンを相手に千葉6人タッグの防衛戦。最上がヴァリオンのヴァリオエンドで敗北し防衛失敗。

## 得意技
フィッシャーマンズバスター
X賦狼怒
EX賦狼怒
羽根折り固め
モガクラッチ
ドロップキック

## タイトル歴
KAIENTAI DOJO
- 第32代STRONGEST-K TAG王座（パートナーは吉田綾斗）
- 第7代千葉6人タッグ王座（パートナーは佐藤悠己、本田アユム）
- BO-SOゴールデンタッグトーナメント2017優勝（パートナーは吉田綾斗）
- 第71代UWA世界ミドル級王座

## 人物
- 見かけはヤンキー風のキャラだが、アニメやゲーム好きで、年代関わらずアニソン、ゲームソング、音ゲーなど幅広く歌える。
- 顎が長いことをよくツイッターなどで同期の浅川や吉田綾斗からいじられる。
- 大の横浜DeNAベイスターズファン。中学から高校２年まで野球部であったが肘のケガで退部。
- リングネームの由来は出身地の最上郡と下の名前を九にすることで「さいじょうきゅう」と音読みできるから[1]。
- 学生時代は日本大学プロレス研究会に籍を置き、スパン・キングストンの名で活躍した[2]。
- 大の動物好き。猫が好き。
- 好きな食べ物はラーメン。特に博多ラーメンなどのとんこつ系が好き
- 2016年より毎年、出身地である戸沢村の保育所と小学校に「最上九文庫」として本を寄贈している。
- 2020年、コロナ禍による自粛期間中にモガキューライブを開始。ツイキャスから途中YouTube  Liveに移行したが、休むことなく毎日配信している。

## メディア出演
- 水曜日のダウンタウン （2016年9月7日。TBSテレビ）